# Hôpital israélite de Tunis

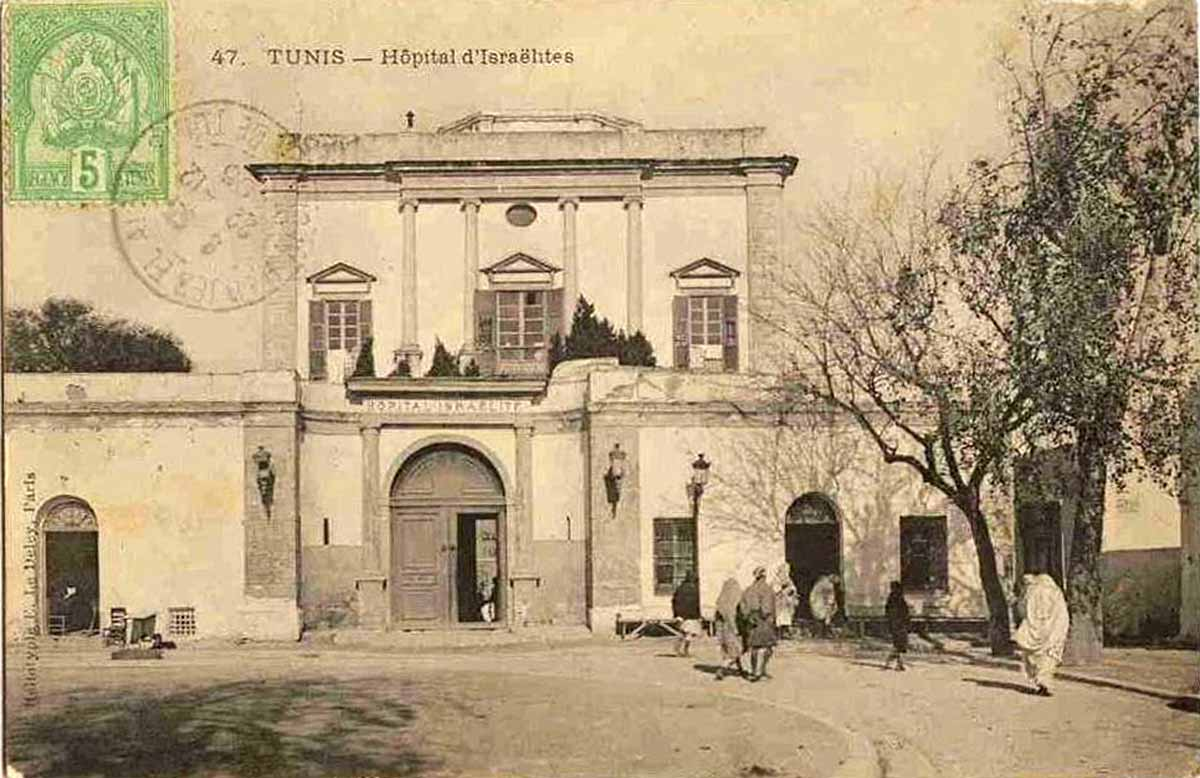
Carte postale ancienne montrant l'hôpital en 1890.

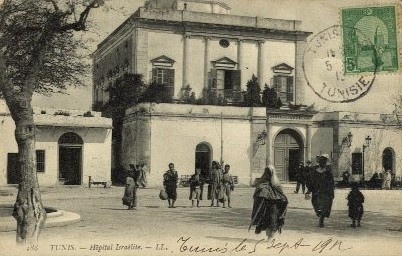
Carte postale ancienne montrant l'hôpital entre 1900 et 1956.

L’hôpital israélite de Tunis (arabe : المستشفى الإسرائيلي بتونس) est un ancien hôpital tunisien fondé par des médecins juifs livournais et inauguré en 1895 sur la place Halfaouine, dans le faubourg nord de la médina de Tunis.
Occupant le bâtiment du palais Khaznadar, il est dédié aux habitants juifs du quartier de la Hara. 
Parmi les médecins assurant les soins gratuits dans cet établissement sanitaire, on peut citer le docteur Guglielmo Levi, né à Livourne et venu de Padoue, qui cumulait la direction de l’hôpital israélite ainsi que de l’hôpital italien (actuel hôpital Habib-Thameur).